# Rájov (Mnichov)
Rájov (in tedesco Rojau) è una frazione di Mnichov, comune ceco del distretto di Cheb, nella regione di Karlovy Vary.

## Geografia fisica
Il villaggio si trova 4,5 km a sud da Mnichov. Nel villaggio sono state registrate 44 abitazioni, nelle quali vivono 72 persone.
Altri comuni limitrofi sono Závišín ad ovest, Sítiny, Bohuslav e Popovice a nord, Služetín, Horní Kramolí, Číhaná e Babice ad est e Zádub, Ovesné Kladruby, Milhostov, Vlkovice, Stanoviště, Vysočany, Martinov, Výškovice, Úšovice e Chotěnov a sud.